# Club de Deportes Santiago Wanderers
Il Club de Deportes Santiago Wanderers è una società calcistica cilena di Valparaíso. Milita nella massima divisione del campionato cileno di calcio.
Fondata il 15 agosto 1892, è fra le più antiche società calcistiche nel Sudamerica e la più antica del Cile e per questo è parte del Club of Pioneers, associazione che accoglie i club più longevi per ogni federazione. Gioca gli incontri casalinghi allo Stadio Elías Figueroa Brander di Valparaíso, che ha una capienza di 18 500 posti, situato sulla collina Playa Ancha, dalla quale si può anche osservare il mare.

## Palmarès

### Competizioni nazionali
- Campionato cileno: 3

1958, 1968, 2001
- Copa Chile: 3

1959, 1961, 2017
- Primera B: 3

1978, 1995, 2019

### Altri piazzamenti
- Campionato cileno:

Secondo posto: 1949, 1956, 1960, Apertura 2014
- Copa Chile:

Finalista: 1960, 1974
Semifinalista: 1962
- Supercopa de Chile:

Finalista: 2018
- Primera B:

Secondo posto: 1999, 2009
Terzo posto: 2023

## Rosa 2018-2019
| N. |                     | Ruolo | CalciatoreDiego Vallejos |
| -- | ------------------- | ----- | ------------------------ |
| 1  | Cile (bandiera)     | P     | David Pérez              |
| 2  | Paraguay (bandiera) | D     | Mario López              |
| 3  | Cile (bandiera)     | C     | Adrián Cuadra            |
| 4  | Uruguay (bandiera)  | D     | Federico Pérez           |
| 5  | Cile (bandiera)     | D     | Mario Parra              |
| 6  | Cile (bandiera)     | C     | Kevin Vázquez            |
| 7  | Uruguay (bandiera)  | A     | Jonathan Charquero       |
| 8  | Cile (bandiera)     | D     | Bernardo Cerezo          |
| 9  | Cile (bandiera)     | A     | Javier Parraguez         |
| 10 | Uruguay (bandiera)  | C     | David Terans             |
| 11 | Cile (bandiera)     | A     | José Luis Muñoz          |
| 12 | Cile (bandiera)     | P     | Nery Veloso              |
| 13 | Cile (bandiera)     | D     | Nelson Rebolledo         |
| 14 | Cile (bandiera)     | C     | Kevin Valenzuela         |
| 15 | Cile (bandiera)     | D     | Reinaldo Ahumada         |

| N. |                      | Ruolo | Calciatore        |
| -- | -------------------- | ----- | ----------------- |
| 16 | Cile (bandiera)      | D     | Óscar Opazo       |
| 17 | Cile (bandiera)      | D     | Jorge Ampuero     |
| 18 | Cile (bandiera)      | C     | Jimmy Cisterna    |
| 19 | Argentina (bandiera) | D     | Ezequiel Luna     |
| 19 | Cile (bandiera)      | A     | Sebastián Reyes   |
| 20 | Cile (bandiera)      | A     | Ángelo Quiñones   |
| 21 | Cile (bandiera)      | C     | Marco Medel       |
| 22 | Cile (bandiera)      | A     | Rubén Farfán      |
| 23 | Cile (bandiera)      | C     | Luis Valenzuela   |
| 24 | Cile (bandiera)      | D     | Luis García       |
| 25 | Cile (bandiera)      | P     | Gabriel Castellón |
| 26 | Cile (bandiera)      | D     | Agustín Parra     |
| 27 | Cile (bandiera)      | C     | Juan Carlos Soto  |
| 29 | Cile (bandiera)      | D     | Luis Pavez        |
| 31 | Cile (bandiera)      | A     | Fabián Pavez      |

## Giocatori celebri
- Cristián Flores
- Alonso Zúñiga
- Francis Ferrero
- Gustavo Bentos